# Луговое (Балашовский район)
Луговое — посёлок в Балашовском районе Саратовкой области. Входит в состав Старохопёрского сельского поселения.

## История
В 1961 году указом Президиума Верховного Совета РСФСР село Безобразовка переименовано в Луговое.

## Население
| 2010 |
| ---- |
| 7    |